# 2021 NBA Draft
2021 NBA Draft odbył się 29 lipca 2021 w Brooklynie, w hali Barclays Center. Z numerem pierwszym przez Detroit Pistons wybrany został – Cade Cunnigham.

## Draft
| PG    | Rozgrywający                        |
| SG    | Rzucający obrońca                   |
| SF    | Niski skrzydłowy                    |
| PF    | Silny skrzydłowy                    |
| C     | Środkowy                            |
| (Fr.) | freshman – zawodnik pierwszego roku |
| (So.) | sophomore – zawodnik drugiego roku  |
| (Jr.) | junior – zawodnik trzeciego roku    |
| (Sr.) | senior – zawodnik ostatniego roku   |

### Pierwsza runda
| Wybór | Zawodnik         | Pozycja | Narodowość                    | Drużyna                                                               | Uczelnia / poprzedni klub  |
| ----- | ---------------- | ------- | ----------------------------- | --------------------------------------------------------------------- | -------------------------- |
| 1     | Cade Cunningham  | PG/SG   | Stany Zjednoczone             | Detroit Pistons                                                       | Oklahoma State (Fr.)       |
| 2     | Jalen Green      | SG      | Stany Zjednoczone             | Houston Rockets                                                       | G League Ignite            |
| 3     | Evan Mobley      | C       | Stany Zjednoczone             | Cleveland Cavaliers                                                   | USC (Fr.)                  |
| 4     | Scottie Barnes   | SF/PF   | Stany Zjednoczone             | Toronto Raptors                                                       | Florida State (Fr.)        |
| 5     | Jalen Suggs      | PG/SG   | Stany Zjednoczone             | Orlando Magic                                                         | Gonzaga (Fr.)              |
| 6     | Josh Giddey      | PG      | Australia                     | Oklahoma City Thunder                                                 | Adelaide 36ers (Australia) |
| 7     | Jonathan Kuminga | SF      | Demokratyczna Republika Konga | Golden State Warriors (od Minnesoty)                                  | G League Ignite            |
| 8     | Franz Wagner     | SF      | Niemcy                        | Orlando Magic (od Chicago)                                            | Michigan (So.)             |
| 9     | Davion Mitchell  | PG      | Stany Zjednoczone             | Sacramento Kings                                                      | Baylor (Jr.)               |
| 10    | Ziaire Williams  | SF      | Stany Zjednoczone             | New Orleans Pelicans (prawa oddane do Memphis)                        | Stanford (Fr.)             |
| 11    | James Bouknight  | SG      | Stany Zjednoczone             | Charlotte Hornets                                                     | UConn (So.)                |
| 12    | Joshua Primo     | SG      | Kanada                        | San Antonio Spurs                                                     | Alabama (Fr.)              |
| 13    | Chris Duarte     | SG      | Dominikana                    | Indiana Pacers                                                        | Oregon (Sr.)               |
| 14    | Moses Moody      | SG      | Stany Zjednoczone             | Golden State Warriors                                                 | Arkansas (Fr.)             |
| 15    | Corey Kispert    | SF      | Stany Zjednoczone             | Washington Wizards                                                    | Gonzaga (Sr.)              |
| 16    | Alperen Şengün   | C       | Turcja                        | Oklahoma City Thunder (oddany do Houston Rockets)                     | Beşiktaş (Turcja)          |
| 17    | Trey Murphy III  | SF      | Stany Zjednoczone             | Memphis Grizzlies (oddany do New Orleans Pelicans)                    | Virginia (Jr.)             |
| 18    | Tre Mann         | PG      | Stany Zjednoczone             | Oklahoma City Thunder (przez Miami via Phoenix trafił do LA Clippers) | Florida State (So.)        |
| 19    | Kai Jones        | C       | Stany Zjednoczone             | New York Knicks (przez Dallas oddany do LA Clippers)                  | TCU (So.)                  |
| 20    | Jalen Johnson    | SF      | Stany Zjednoczone             | Atlanta Hawks                                                         | Duke (Fr.)                 |
| 21    | Keon Johnson     | SG      | Stany Zjednoczone             | New York Knicks (przez Dallas oddany do LA Clippers)                  | Tennessee (Fr.)            |
| 22    | Isaiah Jackson   | C/PF    | Stany Zjednoczone             | Los Angeles Lakers (oddany do Indiany Pacers)                         | Kentucky (Fr.)             |
| 23    | Usman Garuba     | PF/C    | Hiszpania                     | Houston Rockets                                                       | Real Madrid (Hiszpania)    |
| 24    | Josh Christopher | SG      | Stany Zjednoczone             | Houston Rockets                                                       | Arizona State (Fr.)        |
| 25    | Quentin Grimes   | SG      | Stany Zjednoczone             | Los Angeles Clippers (oddany do New York Knicks)                      | Houston (Jr.)              |
| 26    | Nah’Shon Hyland  | SG/PG   | Stany Zjednoczone             | Denver Nuggets                                                        | VCU (So.)                  |
| 27    | Cameron Thomas   | SG      | Stany Zjednoczone             | Brooklyn Nets                                                         | LSU (Fr.)                  |
| 28    | Jaden Springer   | SG      | Stany Zjednoczone             | Philadelphia 76ers                                                    | Tennessee (Fr.)            |
| 29    | Day'Ron Sharpe   | C       | Stany Zjednoczone             | Phoenix Suns (oddany do Brooklyn Nets)                                | North Carolina (Fr.)       |
| 30    | Santi Aldama     | PF/C    | Hiszpania                     | Utah Jazz (oddany do Memphis Grizzlies)                               | Loyola (So.)               |

### Druga runda
| Wybór | Zawodnik               | Pozycja | Narodowość        | Drużyna                                                      | Uczelnia / poprzedni klub   |
| ----- | ---------------------- | ------- | ----------------- | ------------------------------------------------------------ | --------------------------- |
| 31    | Isaiah Todd            | PF      | Stany Zjednoczone | Milwaukee Bucks (przez Houston oddany do Washington Wizards) | G League Ignite             |
| 32    | Jeremiah Robinson-Earl | PF      | Stany Zjednoczone | New York Knicks (oddany do Oklahoma City Thunder)            | Villanova (So.)             |
| 33    | Jason Preston          | PG      | Stany Zjednoczone | Orlando Magic (oddany do Los Angeles Clippers)               | Ohio (Jr.)                  |
| 34    | Rokas Jokubaitis       | PG      | Litwa             | Oklahoma City Thunder (oddany do New York Knicks)            | Žalgiris Kowno (Litwa)      |
| 35    | Herbert Jones          | SF      | Stany Zjednoczone | New Orleans Pelicans                                         | Alabama (Sr.)               |
| 36    | Miles McBride          | PG      | Stany Zjednoczone | Oklahoma City Thunder (oddany do New York Knicks)            | West Virginia (So.)         |
| 37    | JT Thor                | PF      | Stany Zjednoczone | Detroit Pistons (oddany do Charlotte Hornets)                | Auburn (Fr.)                |
| 38    | Ayo Dosunmu            | PG      | Stany Zjednoczone | Chicago Bulls                                                | Illinois (Jr.)              |
| 39    | Neemias Queta          | C       | Portugalia        | Sacramento Kings                                             | Utah State (Jr.)            |
| 40    | Jared Butler           | SG      | Stany Zjednoczone | New Orleans Pelicans (oddany do Utah Jazz)                   | Baylor (Jr.)                |
| 41    | Joe Wieskamp           | SF      | Stany Zjednoczone | San Antonio Spurs                                            | Iowa (Jr.)                  |
| 42    | Isaiah Livers          | SF      | Stany Zjednoczone | Detroit Pistons                                              | Michigan (Sr.)              |
| 43    | Greg Brown             | PF      | Stany Zjednoczone | New Orleans Pelicans (oddany do Portland Trail Blazers)      | Teksas (Fr.)                |
| 44    | Kessler Edwards        | SF      | Stany Zjednoczone | Brooklyn Nets                                                | Pepperdine (Jr.)            |
| 45    | Juhann Begarin         | SG      | Francja           | Boston Celtics                                               | Paris Basketball (Francja)  |
| 46    | Dalano Banton          | PG      | Kanada            | Toronto Raptors                                              | Nebraska (So.)              |
| 47    | David Johnson          | SG      | Stany Zjednoczone | Toronto Raptors                                              | Louisville (So.)            |
| 48    | Sharife Cooper         | PG      | Stany Zjednoczone | Atlanta Hawks                                                | Auburn (Fr.)                |
| 49    | Marcus Zegarowski      | PG      | Stany Zjednoczone | Brooklyn Nets                                                | Creighton (Jr.)             |
| 50    | Filip Petrušev         | C       | Serbia            | Philadelphia 76ers                                           | Mega Basket (Serbia)        |
| 51    | Brandon Boston Jr.     | SG      | Stany Zjednoczone | Memphis Grizzlies (oddany do Los Angeles Clippers)           | Kentucky (Fr.)              |
| 52    | Luka Garza             | C       | Stany Zjednoczone | Detroit Pistons                                              | Iowa (So.)                  |
| 53    | Charles Bassey         | C       | Nigeria           | Philadelphia 76ers                                           | Western Kentucky (Jr.)      |
| 54    | Sandro Mamukelashvili  | C       | Gruzja            | Indiana Pacers (oddany do Milwaukee Bucks)                   | Seton Hall (Sr.)            |
| 55    | Aaron Wiggins          | SG      | Stany Zjednoczone | Oklahoma City Thunder                                        | Maryland (Jr.)              |
| 56    | Scottie Lewis          | SG      | Stany Zjednoczone | Charlotte Hornets                                            | University of Florida (So.) |
| 57    | Balša Koprivica        | C       | Serbia            | Charlotte Hornets (oddany do Detroit Pistons                 | Florida State (So.)         |
| 58    | Jericho Sims           | PF      | Stany Zjednoczone | New York Knicks                                              | Teksas (Sr.)                |
| 59    | RaiQuan Gray           | PF      | Stany Zjednoczone | Brooklyn Nets                                                | Florida State (Jr.)         |
| 60    | Georgios Kalaitzakis   | SF      | Grecja            | Indiana Pacers (oddany do Milwaukee Bucks)                   | Panathinaikos (Grecja)      |